# Jimmy Lee
Jimmy Lee é o quinto álbum de estúdio do cantor, compositor e produtor americano de R&B Raphael Saadiq. Foi lançado em 23 de agosto de 2019 pela Columbia Records. O álbum tem o nome do irmão de Saadiq, que morreu de overdose de drogas após descobrir ser seropositivo.

## Recepção da Crítica
| Críticas profissionais | Críticas profissionais |
| Pontuações agregadas   | Pontuações agregadas   |
| Fonte                  | Avaliação              |
| ---------------------- | ---------------------- |
| Metacritic             | (90/100)               |
| Avaliações da crítica  |                        |
| Fonte                  | Avaliação              |
| Chicago Tribune        | [ 12 ]                 |
| PopMatters             | [ 7 ]                  |
| Allmusic               | [ 13 ]                 |
| Variety                | [ 6 ]                  |
| Q Magazine             | [ 11 ]                 |
| Paste Magazine         | [ 14 ]                 |
| The Observer           | [ 5 ]                  |
| Pitchfork              | 7.8/10                 |

Jimmy Lee foi recebido com Aclamação Universal pelos críticos. No Metacritic  que atribui uma classificação média ponderada de 100 às críticas das principais publicações, o álbum recebeu uma pontuação média de 90 com base em 8 críticas. No mesmo ano o Metacritic também elegeu Jimmy Lee como 5º Melhor Àlbum de 2019.
Greg Kot do Chicago Tribune disse que "Seu assunto é explícito e pessoal, o álbum é um ciclo de músicas repleto de fantasmas - quatro irmãos que morreram tragicamente jovens. ... Os narradores dessas músicas são mais como uma coleção de vozes perdidas, incluindo a do próprio Saadiq". Adriane Portcorvo do PopMatters disse que "Saadiq coloca suas habilidades artísticas em uso ao máximo, alcançando novos patamares emocionais e técnicos, enquanto se aprofunda em pontos negativos. Jimmy Lee mostra por que, apesar de tantas vezes ficar nos bastidores hoje em dia, ele é uma das vozes mais atraentes da música soul moderna".
Andy Kellman do AllMusic disse que "Os irmãos e irmãs de armas, parceiros de longa data (Thomas McElroy, Taura Stinson) e novos associados (Brook D'Leau, Daniel Crawford), atuam em serviço à visão de um artista eminente, ajudando-o a converter a dor em brilho artístico". Jem Aswad do variet disse "Ele fez isso para fazer um ponto e causar um impacto. E, por mais pessoal que seja o álbum, às vezes, é também uma visão edificante e universal para quem experimentou a vida com um ente querido problemático". A Q Magazine disse que é álbum sombrio para tempos mais sombrios e aos 53 anos, Saadiq ainda está à frente da curva.  Saby Reyes-Kulkarni da Paste Magazine disse que "Saadiq claramente virou uma esquina em um espaço imprevisível e que Sua nova vantagem combinada com sua produção prodigiosa e costeletas instrumentais, é um bom presságio até o que virá a seguir. E que há uma certa emoção em não saber o quão mais estranho seu próximo passo pode ser". Damien Morris do The Observer disse "que ele parece que ele está almejando uma versão do século XXI de álbuns clássicos, como Sign "O" the Times e What's Going On com espantosos lamentos arrepiantes e que com This World Is Drunk e Kings Fall, ele quase chega lá". Ann-Derrick Gaillot da Pitchfork disse que "em Jimmy Lee, Saadiq canta, sussurra e canta com novo abandono. Parece uma refutação de sua antiga reserva, e também representa um trecho bem-vindo de Saadiq antes que ele retome seu som desde o início".

## Faixas
| Edição padrão  |                                                         |                              |                             |         |  |
| N.º            | Título                                                  | Compositor(es)               | Produtor(es)                | Duração |  |
| 1.             | "Sinners Prayer"                                        | Raphael Saadiq Taura Stinson | Raphael Saadiq              | 4:34    |  |
| 2.             | "So Ready"                                              | Saadiq Brook D’Leau          | Saadiq Brook D’Leau         | 4:19    |  |
| 3.             | "This World Is Drunk"                                   | Saadiq                       | Saadiq                      | 4:24    |  |
| 4.             | "Something Keeps Calling" (participação de Rob Bacon)   | Saadiq                       | Saadiq                      | 4:44    |  |
| 5.             | "Kings Fall"                                            | Saadiq Sir Dylan             | Saadiq Sir Dylan            | 2:46    |  |
| 6.             | "I'm Feeling Love"                                      | Saadiq D’Leau                | Saadiq D’Leau               | 3:04    |  |
| 7.             | "My Walk"                                               | Saadiq Charlie Bereal        | Saadiq Charlie Bereal       | 2:16    |  |
| 8.             | "Belongs to God" (participação de Reverend E. Baker)    | Saadiq Reverend E. Baker     | Saadiq                      | 2:05    |  |
| 9.             | "Dottie Interlude"                                      | Saadiq D’Leau                | Saadiq D’Leau               | 3:56    |  |
| 10.            | "Glory to the Veins" (participação de Chuck Brungardt)  | Saadiq Chuck Brungardt       | Saadiq Chuck Brungardt      | 2:05    |  |
| 11.            | "Rikers Island"                                         | Saadiq                       | Saadiq D’Leau Kelvin Wooten | 3:39    |  |
| 12.            | "Rikers Island Redux" (participação de Daniel J. Watts) | Saadiq Daniel J. Watts       | Saadiq                      | 2:57    |  |
| 13.            | "Rearview"                                              | Saadiq Kendrick Duckworth    | Saadiq Steve Rusch          | 2:28    |  |
| Duração total: | Duração total:                                          | Duração total:               | Duração total:              | 38:54   |  |

Notas
- "Sinners Prayer" - Contém participação não creditada de Taura Stinson
- "So Ready", I'm Feeling Love" e "Dottie Interlude" - Contém participação não creditada de Brook D'Leau
- "My Walk" -  - Contém participação não creditada de Charlie Bereal
- "Rearview" - Contém participação não creditada de Kendrick Lamar